# Fusil Kropatschek
El Kropatschek fue un fusil de cerrojo diseñado por el general de artillería (Feldzeugmeister) del ejército austriaco y diseñador de armas  Alfred von Kropatschek.

## Historia y desarrollo
El fusil Kropatschek es alimentado desde un depósito tubular de diseño propio hecho de acero niquelado, del mismo tipo empleado por el Mauser Modelo 1871/84 y el Murata Tipo 22. Aunque diseñado para disparar cartuchos con carga propulsora de pólvora negra, el cerrojo del Kropatschek demostró ser bastante resistente para disparar cartuchos con carga propulsora de pólvora sin humo.
El Kropatschek fue la base del Lebel Modelo 1886.

## Variantes
Imperio Austrohúngaro:
- Gendarmerie Repetier-Karabiner M1881: Carabina de Gendarmería calibre 11 mm (también conocida como M1874/81);
- Kropatschek Torpedo Boats Gewehr M1893: Fusil naval calibre 8 mm, para los tripulantes de lanchas torpederas.

Francia:
- Fusil de Marine Mle. 1878: Fusil naval calibre 11 mm;
- Fusil d'Infanterie Mle. 1884: Fusil de Infantería calibre 11 mm;
- Fusil d'Infanterie Mle. 1885: Fusil de Infantería calibre 11 mm.

Portugal:
- Espingarda de Infantaria 8 mm m/1886: Fusil de Infantería calibre 8 mm;
- Carabina de Caçadores 8 mm m/1886: Carabina de Infantería Ligera calibre 8 mm;
- Carabina de Cavalaria 8 mm m/1886: Carabina de Caballería calibre 8 mm;
- Carabina da Guarda Fiscal 8 mm m/1886/88: Carabina de la Policía Fiscal calibre 8 mm;
- Espingarda de Infantaria 8 mm m/1886/89: Fusil de Infantería Colonial calibre 8 mm;
- Carabina de Artilharia 8 mm m/1886/91: Carabina de Artillería calibre 8 mm.

## Usuarios
- Imperio austrohúngaro
- Chile
- España
- Francia
- Portugal